# دوغلاس أبرا
دوغلاس أبرا هو قاضي كندي، ولد في 1 أبريل 1947م.